# أخبار مجتمع المثليين (دبلن)
أخبار مجتمع المثليين (بالإنجليزية: Gay Community News) (GCN) هي أقدم مجلة للمثليين والمثليات ومزدوجي التوجه الجنسي والمتحولين جنسياً (اختصاراً: LGBT) في جمهورية أيرلندا. يقع مقرها في دبلن، وتأسست في عام 1988.

## التاريخ
في أواخر الثمانينيات، سعى النشطاء توني والش وكاثرين غليندون إلى إنشاء مجلة مجانية للمثليين. كانت الفيدرالية الوطنية لمثليي الجنس- المعروفة الآن باسم الفيدرالية الوطنية للمثليين - قد نشر في السابق مجلتين فاشلتين للمثليين، لكنها وافقت على تأسيس مجلة للمثليين. نُشر العدد الأول لأخبار مجتمع المثليين في 10 فبراير 1988 كمجلة من 8 صفحات.
تم نشره باستمرار كل شهر، مع استثناء واحد. تعتبر أخبار مجتمع المثليين مملوكة وتنشرها الفيدرالية الوطنية للمثليين، وهي منظمة تطوعية. تم تمويل أخبار مجتمع المثليين في الأصل من قبل الدولة الأيرلندية خلال الثمانينات الصعبة من الناحية الاقتصادية وأوائل التسعينيات من القرن الماضي، وهو مزيج من التراجع المدفوع بالسياسات لهذا التمويل وتحسين ثروات أيرلندا المالية سمحت له بأن يصبح كيانًا تجاريًا في عام 2003، على الرغم من أنه لا يزال يحمل تمويل لافتات من خطة التنمية الوطنية وبوبال .
يستمر التركيز التحريري لأخبار مجتمع المثليين على الحقوق والمجتمع. تقدم المجلة تقارير عن التطورات السياسية في أيرلندا وفي جميع أنحاء العالم، وهي مصدر رئيسي للمعلومات ل للمثليين في أيرلندا، حيث تقدم لهم تفاصيل عن جميع الأحداث والمبادرات المجتمعية والثقافية والاجتماعية. وهي أيضًا المجلة الوحيدة في أيرلندا التي تقدم تغطية منتظمة للتطورات الخاصة بفيروس نقص المناعة البشرية. لدى أخبار مجتمع المثليين أيضًا مقابلات شخصية منتظمة، وتقارير عن نمط الحياة للمثليين، واستعراضات الأفلام والموسيقى، وكتاب الأعمدة الاجتماعية. لديها 33,000 قارئ ويتم توزيعها في جميع أنحاء أيرلندا، في أيرلندا الشمالية وفي جمهورية أيرلندا.
تم تعيين برايان فينيغان محررًا لأخبار مجتمع المثليين في مارس 2003. وقد جاء إلى المجلة لتغييرها من مجلة سياسية حرة إلى مجلة قابلة للنجاح تجاريًا، دون التضحية بالمُثُل الأصلية للناشرين المؤسسين.
بدأ تواجد أخبار مجتمع المثليين عبر الإنترنت في عام 2000. ويتميز بتحديث مستمر للأخبار والقصص الإخبارية والتقارير وقوائم تلفزيون المثليين يوميًا والمشاهد اليومية وقوائم المجتمع والفيديو والبودكاست والمحتوى القابل للتنزيل والمدونين الآخرين.